# Paridea nepalica
Paridea nepalica is een keversoort uit de familie bladkevers (Chrysomelidae). De wetenschappelijke naam van de soort werd in 1998 gepubliceerd door Medvedev & Samoderzhenkov.